# Гидра (Marvel Comics)
«Гидра» (англ. Hydra) — террористическая организация в комиксах издательства Marvel Comics. Название организации ссылается на мифологическое существо, Лернейскую гидру. Девиз террористов также ссылается на миф о гидре: «Отрубишь одну голову, две другие займут её место», что провозглашает устойчивость и постоянный рост организации.

## История публикаций
Стэн Ли и Джек Кирби представили Гидру в комиксе Strange Tales#135 в 1965 году. Организацию возглавила Императорская Гидра, бизнесмен по имени Арнольд Браун. После смерти жены, он хотел дать своей дочери всё, чего не было у его жены, и решил, что лучшим способом сделать это будет международная террористическая организация. К концу выпуска Браун был убит, а Гидра потерпела поражение. Вскоре «Гидра» вернулась, на этот раз под руководством Барона Штрукера, который заручился поддержкой нациста Красного Черепа. Была полностью переписана история происхождения террористической организации. После крупного поражения её филиалов «АИМ» и «Тайной империи», «Гидра» стала независимой.
Crypt of Shadows #3, опубликованная в 1973 году, переизданная в Menace #10 (1954), но с изменением нескольких диалогов, привела к ошибочному мнению, что первое упоминание о «Гидре» состоялось в выпуске 1954 года. В переиздании агент неизвестного правительства был выявлен как агент «Гидры». При помощи учёного Доктора Ностурма он планировал создать бомбу, которая превратила бы население планеты в монстров. Доктор Нострум убил всех учёных в комнате, когда увидел, что они стали монстрами, а позже и сам застрелился. Сын Нострума продолжил его дело.

## Организация
«Гидра» — преступная организация, чьей главной целью является достижение мирового господства посредством террористических и подрывных методов, что приведёт к Новому мировому порядку. «Гидра» совершает теракты по всему миру: организацию финансирует лично Барон Штрукер, который пропагандировал нацистскую идеологию, однако затем заявляющий, что он больше не следует нацистским принципам, желая лишь власти.
Основным противником «Гидры» является ЩИТ, — международная антитеррористическая организация.
Иерархия организации выглядит следующим образом: члены Совета Гидры, члены Верховной Гидры и агенты Гидры. Представительным лицом организации является Барон Штрукер. А также, по данным который нашёл Ник Фьюри, Гидра разделена ещё на четыре независимых секторов, как часть Международной корпорации для сокрытия своих дел, Государственные активы чтобы манипулировать правительство, и бюрократию; Глобальная преступная группировка чтобы с Гидрой ничего не угрожало со стороны закона, а также применялась как наживка для Мстителей; и Сборщиков разведывательной информации, где Гидра берет новые данные(не только из Щ.И.Та) и старые из Американского, Канадского и Российских служб безопасности.
Для того, чтобы стать членом «Гидры», человек должен отказаться от моральных принципов, пройти многолетнюю тренировку и дать клятву верности организации.

## История «Гидры»
История происхождения «Гидры» окутана тайной. Организация существует на протяжении многих веков. Гидра сформировалась во времена Третьей династии Египта (ок. 2650 - 2575 гг. до н.э.. «Гидра» вернулась незадолго до окончания Второй мировой войны и была сформирована из беженцев из нацистской Германии и Японской империи.
Мистические ниндзя из клана Руки способствовали возрождению организации. Её первоначальной целью было свержение японского правительства, убийство премьер-министра и установление антикоммунизма. После окончания Второй мировой войны, несколько из хорошо ориентировавшихся в политике членов Руки сформировали Гидру как объединение японских националистов, готовивших свержение японского правительства, убийство премьер-министра, и установление правого антикоммунистического правительства, которое перевооружило бы Японию. Барон Штрукер, присоединившись к Гидре, захватил контроль над ней от её японских основателей и поменял её цели на захват мирового господства. Рука и Гидра, однако продолжали сотрудничество в многочисленных терактах и преступных операциях за эти годы.
Вскоре после вступления в «Гидру» Барон Штрукер захватил власть в организации, убив её руководителя. Он и члены организации переехали на частный остров в Тихом океане, известный как Остров Гидры. Тем не менее оригинальная база «Гидры» была уничтожена. Медленными, но верными шагами Штрукер направлял «Гидру» к получению мирового господства. В прошлом «Гидра» конфликтовала с молодыми Чарльзом Ксавьером и Максом Эйзенхардтом. Выступления «Гидры» привели к созданию антитеррористической организации «Щит», ставшей её основным противником. Агенты «Гидры» пытались убить Ника Фьюри перед его назначением на пост директора «Щита», но их попытка потерпела неудачу.

## Члены организации

### Совет «Гидры»
Высшее руководство организации, показанное в Secret Warriors #2 состоит из:
- Барон Вольфганг фон Штрукер: согласно Strange Tales #150 (ноябрь 1966) — глава «Гидры». Застрелен в голову Ником Фьюри.
- Гадюка: лидер нью-йоркского филиала «Гидры». Впервые появилась в Captain America #110 (февраль 1969).
- Валентина Аллегра де Фонтейн: бывший агент Щ. И. Т.а. Впервые появилась в Strange Tales #159 (август 1967). Позднее стала Мадам Гидрой VI.
- Улей: введена в Secret Warriors #2.
- Горгон: впервые появился в Wolverine vol. 2 #20.
- Кракен: впервые появился в Secret Warriors #2.
- Стив Роджерс: Согласно Secret Empire # 0. Стиву не изменили воспоминание, а наоборот вернули. На данный момент он является главой Гидры

### Верховная «Гидра»
Лидеры «Гидры». Помимо Барона Штрукера к их числу относятся:
- Арнольд Браун: первый из представленных руководства организации. Первое появление — Strange Tales #135.
- Неизвестный лидер: самый первый глава «Гидры». Первое появление состоялось в Captain Savage # 4 (июль 1968 года), где он был убит Бароном Штрукером, который узурпировал его место.
- Неизвестный лидер: неназванный руководитель, который стремился уничтожить Халка. Впервые появился в  Incredible Hulk #132.
- Ричард Фиск: Верховная Гидра в филиале в Лас-Вегасе. Как член «Гидры» появился в Captain America #145.
- Сильвермейн: Верховная Гидра восточного побережья. Как член «Гидры» появился в Daredevil #120.
- Граф Отто Вермис: Верховная Гидра европейской части, манипулировал Джессикой Дрю. Его единственное появление состоялось в Marvel Spotlight #32.
- Сн’Тло: скрулл, который внедрился в «Гидру». Впервые появился в Captain America vol. 3 #3.
- Эдгар Лакомб: Верховная Гидра, который был ответственен за создание четвёрки «Гидры». Впервые появился в The Amazing Spider-Man #521.

### Агенты «Гидры»
Следующие персонажи были агентами «Гидры»:
- Агент Дакини
- Антон Трояк: учёный, агент 47, появился в Strange Tales #155.
- Чёрное крыло: лидер воздушной дивизии восточного побережья. Первое появление состоялось в Daredevil #118.
- Боб, агент Гидры: впервые появился в Cable & Deadpool #38, был компаньоном Дэдпула.
- Меченый: убийца, завербованный «Гидрой». Первое появление состоялось в Nick Fury, Agent of S.H.I.E.L.D. #15.
- Хамелеон: в  Incredible Hulk #154 был членом организации.
- Командир Кракен: член военно-морской дивизии восточного побережья. Появился в Daredevil #121.
- Конгрессмен Вудман: командир филиала «Гидры» в Вашингтоне. Впервые появился в Avengers: The Initiative.
- Отто Октавиус/Превосходный Осьминог: стал агентом Гидры, после событий «Clone Conspiracy». Во время «Паучьего Армагеддона», самостоятельно ушел из Гидры, чуть не уничтожив Арнима Золу и пригрозив ему никогда больше не возвращаться за ним.

## Альтернативные версии

### Marvel 2099
Очнувшийся в будущем Капитан Америка спрашивает Человека-паука, является ли он членом «АИМ» или «Гидры».

### Ultimate Marvel
В то время, как Человек-паук был признан погибшим после событий «Ультиматума», Джей Джона Джеймсон вспоминает, как герой когда-то спас Тони Старка от агентов «Гидры». Позднее террористы вступают в союз с Моди, сыном Тора, в попытках свергнуть правительство США. В финальной битве за штат Вайоминг организация была уничтожена Алтимейтс и «Щитом». Многие члены «Гидры» ушли в подполье.

### Изгнанники
Другой альтернативный вариант организации появляется в Exiles #91—94, где они также одержимы планом по захвату мира. Здесь их возглавляют Мадам Гидра (Сью Шторм, в оригинале Невидимая леди) и её любовник Росомаха. В организации имеется множество суперлюдей, в том числе и Капитан Америка (в настоящее время Капитан Гидра).

### Amalgam Comics
В этой альтернативной реальности «Гидра» во многом схожа с оригиналом, однако здесь у них чёрные глаза, а не красные. Впервые они появились в Super-Soldier #1 во главе с Лексом Лютером.

## Вне комиксов

### Телевидение
- В одной из серий мультсериала «Невероятный Халк» 1982 года Халк и Женщина-Халк сражаются с агентами «Гидры».
- «Гидра» была показана в мультсериале «Люди Икс: Эволюция».
- Члены «Гидры» являются основными противниками Мстителей в мультсериале «Мстители. Величайшие герои Земли», где организацию возглавляет Барон Земо, а Красный Череп является суперсолдатом[8].
- В мультсериале «Отряд супергероев» Барон Штрукер использует военную мощь «Гидры» для атаки одной из баз «Щита».
- «Гидра» появляется в мультсериале «Мстители, общий сбор!».
- «Гидра» является основным антагонистом в первой половине второго сезона сериала «Агенты „Щ.И.Т“». Директор Колсон противостоит различным группам «Гидры», которые возглавляют Дэниел Уайтхолл и Вольфганг фон Штрукер. После смерти Уайтхолла в финале эпизода «Чем они стали», нескольких других лидеров в эпизоде «Отголоски», а также Барона Штрукера и доктора Листа в «Мстители: Эра Альтрона» вся «Гидра» теряет высшее руководство. Организацию решает возглавить Грант Уорд. Он приглашает в организацию Вернера фон Штрукера, сына Вольфганга. В 8 серии 3 сезона Гидеон Малик, один из лидеров «Гидры», рассказывает Уорду историю организации. После смерти Малика и Улья, создателя организации, Гидра оказывается уничтожена силами Щ. И. Т.а и Гленна Тэлбота. В четвёртом сезоне созданная Холденом Рэдклиффом женщина-робот АИДА помещает большинство главных героев в виртуальную реальность Фреймворк, где Гидра захватила власть в мире. Сама АИДА становится в этой реальности Мадам Гидрой.
- «Гидра» появляется на короткое время в мультсериале «Совершенный Человек-паук».

### Кино
- «Гидра» появляется в телефильме «Ник Фьюри: Агент „Щ. И. Т.а“», где члены организации носят чёрную одежду вместо зелёной.
- Некоторые члены организации появляются в полнометражном мультфильме «Несокрушимые Мстители — 2», где сражаются с Капитаном Америкой.
- В мультфильме «Железный человек и Халк. Союз героев» учёные «Гидры» нанимают Мерзость, чтобы тот поймал Халка для экспериментов.
- В рамках кинематографической вселенной MarveI «Гидра» является одним из ключевых противников Мстителей.
  - Впервые «Гидра» появляется в фильме 2011 года «Первый мститель» под руководством Красного Черепа. Первоначально «Гидра» была научной организацией нацистской Германии, но после того, как в руках Красного Черепа оказывается Тессеракт, он официально отделяется от нацистов, считая, что их помощь ему больше не нужна, а «Гидра» не сможет развиваться в тени Гитлера. Красный Череп был телепортирован на планету Вормир в финале фильма, а американская армия уничтожила его подчинённых.
  - В фильме «Мстители» было показано, что Щ. И. Т. собрал всё, что связано с Тессерактом, включая оружие «Гидры». Щ. И.Т. планировал создать новое оружие, основанное на разработках «Гидры».
  - «Гидра» играет ключевую роль в фильме «Первый мститель: Другая война». Из разговора с Арнимом Золой Капитан Америка и Чёрная вдова узнают, что «Гидра» не исчезла, а её агенты внедрились во множество крупных мировых организаций и правительство, даже в сам Щ. И. Т. Зола разработал алгоритм, способный вычислять потенциальные угрозы для «Гидры», после чего геликарриеры проекта «Озарение» будут их уничтожать. Капитану Америке, Чёрной Вдове, Нику Фьюри и Соколу удаётся остановить заговорщиков, а их лидер Александр Пирс погибает. Тем не менее, часть «Гидры» продолжает функционировать.
  - В фильме «Мстители: Эра Альтрона» научный филиал «Гидры» в Соковии под руководством Барона Штрукера использует скипетр Локи для создания армии сверхлюдей, но после экспериментов выживают только Пьетро и Ванда Максимофф. В начале фильма Мстители атакуют базу «Гидры» и захватывают Штрукера и его приспешников. Позже Альтрон убивает Штрукера в тюрьме.
  - В сериале «Агенты Щ. И. Т.» Агенты Фитц и Симмонс приходят к выводу, что «Гидра» существует не одну сотню лет, под разными логотипами, занимаясь разными видами деятельности, с единственной целью: вызволить с другой планеты запертого там их основателя — самого первого из Нелюдей, называемого Смертью и обладающего невероятной силой. Для этого на планету с помощью монолита веками посылают людей в поисках способа вернуться (или же в жертву своему древнему богу….). В середине третьего сезона способ был найден — Альвиус (настоящее имя божества, который жил во времена Майя, пока Крии его не поймали и не превратили в Нелюдя) захватывает тело умирающего Уорда и приходит на Землю. Впоследствии Улей был уничтожен.
  - В фильме «Человек-муравей» Даррен Кросс собирался продать технологию «Желтый Шершень» «Гидре», однако Скотт Лэнг и Хэнк Пим сорвали сделку.
  - «Гидра» появляется в качестве камео в фильме «Первый мститель: Противостояние». Член Гидры Василий Карпов был убит Гельмутом Земо, выпытывая у него секретную информацию в 1991 году. А также в качестве камео появились «Эскадрон смерти», но они были убиты Гельмутом, который искал лишь информацию для того, чтобы поссорить Мстителей.
  - Гидра появляется в Мстители: Финал. Во время путешествий во времени Капитан Америка встречается со спящими агентами Гидры, выступающими в качестве оперативников Щ.И.Т.а в 2012 году. Они забирают скипетр Локи, который станет сигналом становления Ртути и Алой Ведьмы. Зная, что они с Гидрой, Капитан обманывает их, забирая у них скипетр, шепча: «Хайль, Гидра».

### Видеоигры
- В игре «X-Men: The Official Game» «Гидра» была ответственна за создание Мастера Молда и роботов Стражей наряду с Уильямом Страйкером. По приказу их лидера Серебряного Самурая, агенты «Гидры» проникают на базу Страйкера, чтобы избавиться от всех следов, ведущих к ней.
- «Гидра» появляется в игре «Spider-Man: Web of Fire», где является главным антагонистом.
- В игре «Marvel vs. Capcom 3: Fate of Two Worlds» есть отсылки на «Гидру».
- «Гидра» является основным антагонистом игры «Captain America: Super Soldier».
- В игре «Marvel: Ultimate Alliance» появляются некоторые известные члены организации, такие как Барон Земо, Лунный камень и Гадюка. В «Marvel: Ultimate Alliance 2» присутствует одна из старых баз «Гидры».
- «Гидра» фигурирует в «Avengers Initiative» как враг Капитана Америки[9].
- Появляется в «Marvel Heroes».
- Агенты «Гидры» появляются в «Lego Marvel Super Heroes».

Гидра появляется в Академии мстителей в роли главного злодея

### Театр
- Агенты «Гидры» участвуют в одной из сцен «Marvel Universe Live!»[10].